# Gemaharjo (Tegalombo)
Gemaharjo is een bestuurslaag in het regentschap Pacitan van de provincie Oost-Java, Indonesië. Gemaharjo telt 5503 inwoners (volkstelling 2010).